# Élie Barnavi
Élie Barnavi sau Eli Bar-Navi (născut în 1946) este un istoric, eseist, publicist și diplomat israelian, născut în România. El este profesor emerit de istoria Occidentului modern la Universitatea din Tel Aviv. În 1998-2000 și apoi din 2008 a fost director fondator al comitetului științific al Muzeului Europei din Bruxelles. În decembrie 2000 - octombrie 2002 a fost ambasador al Israelului în Franța. Barnavi a scris circa 20 cărți despre Franța și Europa în vârtejul războaielor religioase și despre istoria contemporană a Israelului și a poporului evreu. El a publicat numeroase studii în reviste de specialitate din Europa, Statele Unite și Canada, precum și articole politice în presa israeliană și europeană.   

## Biografie

### Copilărie și tinerețe
Eli Bar-Navi s-a născut în 1946 la București ca fiu unic al unei familii de evrei din Basarabia. Tatăl, Mihael Yehiel Shkolnik, (născut în 1910) urmaș al unei familii de rabini din Imperiul Rusa luptat în rândurile armatei sovietice în cel de-al Doilea Război Mondial  iar mai târziu a devenit sionist.Înainte de a se naște Élie, părinții săi au avut alți doi copii care au murit in anii de război în condițiile refugiului în Uzbekistanul sovietic. Mama s-a îmbolnăvit psihic.  
La un moment dat, în România tatăl a fost arestat de securitate și deținut vreme de trei luni din cauza cererilor repetate de a emigra. .În cele din urmă, în 1961 Barnavi a emigrat în Israel. El a frecventat în acei ani mișcări de tineret de stânga și a locuit și lucrat într-un kibuț din nordul Neghevului. Reîntâlnirea cu părinții săi a fost frustrantă: mama sa a trebuit internată într-un spital psihiatric, iar tatăl s-a mutat mai târziu într-o casă de bătrâni..Un unchi pe nume Avraham Bar-Navi i-a devenit mentor și tânărul a adoptat numele de familie ebraic al acestuia. ..După dificultăți de a se adapta la un liceu de stat la Beer Sheva, unchiul l-a înscris la colegiul École des Frères (Saint Joseph) din Jaffa, al Ordinului Lasalian, unde s-a adaptat bine și a aprofundat tainele culturii franceze. Apoi în 1967, a făcut serviciul militar în armata israeliană, în cadrul trupelor de parașutiști, participând la Războiul de Șase Zile. Mai târziu ca rezervist a luat parte și la Războiul de Yom Kippur  (1973), iar în 1982 la Războiul din Liban, între criticii căruia s-a numărat.

### Studii si activitatea academică și politică
După studii de istorie și științe politice la Universitatea Ebraică din Ierusalim, la Universitatea Tel Aviv și studii de doctorat în istoria modernă la Sorbona (1971), Barnavi a fost numit profesor de istoria Occidentului modern la Universitatea din Tel Aviv, unde a condus Departamentul de Istorie Generală și Centrul de studii internaționale.  
El a mai fost și director de studii la Institutul de apărare națională Moshe Dayan. El a militat pentru promovarea procesului de pace în Conflictul israeliano-palestinian și crearea unui stat palestinian alături de Israel, fiind un membru al mișcării Shalom Ahshav (Pacea Acum), al Comitetului central al Partidului Muncii și apoi, al partidului liberal de stânga Meretz. În 2010 Barnavi a luat parte, alături de David Chemla, Zeev Sternhell, Alain Finkielkraut la fondarea organizației JCall pentru un „ apel evreiesc european la rațiune”, adoptând o linie apropiată de Shalom Akhshav și de organizația evreiască americană Jstreet în favoarea procesului de pace în Orientul Apropiat.În noiembrie 2014, într-o scrisoare semnată de 660 figuri publice israeliene, a chemat parlamentarii europeni să recunoască Statul Palestina
Barnavi a colaborat un timp la magazinul francez „Marianne”.A fost membru în mai multe consilii științifice. În Franța a prezidat Colocviul celei de-a cincizecea aniversări a Ministerului Culturii și a participat la Întâlnirile internaționale de la Avignon asupra Culturii, și al Consiliului internațional al Muzeului Civilizațiilor Europei și Mediteranei de la Marsilia. În 1998-2000 Barnavi a fost unul din fondatorii Muzeului Europei din Bruxelles. De asemenea, a fost membru al comitetului de patronaj al Colegiului Bernardinilor.  
Élie Barnavi a condus singur sau în colaborare, comitete științifice ale unor expoziții pe tema Dieu(x), modes d'emploi, C’est notre histoire ! 50 années d’aventure européenne ou L’Amérique, C’est aussi notre histoire ! .A lucrat la un mare proiect european de expoziție cu privire la relațiile dintre Europa și civilizația musulmană pe parcursul secolelor.  
În 2008 cartea L’Europe frigide : réflexions sur un projet inachevé(Europa frigidă: reflexiuni asupra unui proiect nedesăvârșit)
Barnavi a deplorat faptul că Uniunea Europeană „nu mai incită pasiune în rândurile cetățenilor ei. Ea și-a pierdut sex appealul și nu mai are puterea de a excita și provoca curiozitatea, deoarece totul a devenit in ea birocratic”.În 2010 și-a exprimat părerea că Uniunea Europeană se află în declin în raport cu Statele Unite și cu „țările emergente”. 
Barnavi a fost apropiat de prof. Shlomo Ben-Ami care a devenit ministru de externe al Israelului în guvernul Ehud Barak.Între 2000-2002 Barnavi a devenit atunci ambasadorul Israelului în Franța, post în care a rămas un timp sub administrația Ariel Sharon, până ce a fost îndepărtat de către noul ministru de externe, Shimon Peres.  
Întors în țară și-a reluat activitatea de profesor de istorie la Universitatea Tel Aviv. A fost director științific la Casa istoriei europene din Bruxelles  și membru al comitetului de pilotaj al Grupului Spinelli, promovând o Europa federală.
Barnavie a publicat O istorie modernă a Israelului, o Istorie universală a evreilor (ca redactor), O scrisoare deschisă către evreii din Franța și lucrări de istoria secolului al XVI-lea. Ultima sa lucrare publicată la Paris a fost Confessions d'un bon à rien (Confesiuni ale unui inutil), Grasset, Paris 2022.

### Viața privată
Bar-Navi locuiește la Tel Aviv cu a doua sa soție, Kirsten, și este părintele a trei fii și a unei fiice.

## Premii și onoruri
- Premiul literar Aujourd'hui pentru cartea „Religiile ucigașe” (Les religions meurtrières)
- 2007 - Marele premiu al francofoniei din partea Academiei franceze - pentru ansamblul operei sale
- Premiul Montaigne  din partea orașului Bordeaux pentru „Europa frigidă - Reflexiuni asupra unui proiect neterminat”
- Legiunea de onoare a Franței cu gradul de ofițer
- Membru al ordinului Palmelor academice cu rangul de ofițer (Franța)
- 2022 - Premiul Jean-Jacques Rousseau pentru autobiografie - pentru cartea Confession d'un bon a rien

## Cărți
- Le Parti de Dieu, étude sociale et politique des chefs de la ligue parisienne 1585-1594, Publications de la Sorbonne, 1980  isbn=978-2-85944-017-6.

(Partidul lui Dumnezeu, studiu social si politic al conducătorilor Ligii pariziene 1585-1594)
- Israël au siecle XX (redactor), Presses universitaires de France, 1982  isbn=978-2-13-037349-0 (Israel în secolul al XX-lea)
- Une histoire moderne d’Israël, Flammarion, 1982, isbn=978-2-08-066181-4  (O istorie modernă a Israelului)
- cu Saul Friedländer La Politique étrangère du général de Gaulle,  Presses universitaires de Franc ,1985,isbn=978-2-13-038920-0 online. (Politica externă a generalului de Gaulle)
- cu Robert Descimon - La Sainte-Ligue, le Juge et la Potence - L'assassinat du président Brisson (15 novembre 1591) Hachette  1985

(Sfânta Ligă, Judecătorul și Spânzurătoarea - Asasinarea președintelui Brisson (15 noiembrie 1591)
- cu Miriam Eliav-Feldon - Le Périple de Francesco Pucci, Hachette, 1988  isbn=978-2-01-011355-0  (Periplul lui Francesco Pucci)
- Lettre d’un ami israélien à l’ami palestinien, Flammarion , 1992 isbn=978-2-08-066283-5.(Scrisoare a unui prieten israelian unui prieten palestinian)
- cu Luc Rosenzweig - La France et Israël - Une affaire passionnelle Editura Perrin, 2002  isbn=978-2-262-01956-3 (Franța și Israel - relații pasionale)
- Lettre ouverte aux Juifs de France Editura Stock, 2002 isbn=978-2-234-05538-4 .(Scrisoare deschisă evreilor din Franța)
- cu Denis Charbit  - Histoire universelle des juifs,  Hachette Littérature2002 isbn=978-2-01-235617-7 (Istoria universală a evreilor).
- Israël-Palestine - une guerre de religion ? - Bayard Centurion ,2006   isbn=978-2-227-47562-5 (Israel-Palestina - un război religios?)
- cu Anthony Rowley  Tuez-les tous ! - La guerre de religion à travers l’histoire  sec.-VII- sec.XXI.Perrin ,2006 isbn=978-2-262-02516-8 .

(Omorâți-i pe toți! Războaiele religioase pe parcursul istoriei, sec VII-XXI)
- cu Aviad Kleinberg  Dieu(x) mode d’emploi-L’expérience religieuse aujourd’hui Gallimard, 2006 isbn=978-2-07-011824-3 (Dumnezeu (zei) - mod de întrebuințare - Experiența religioasă în zilele noastre)
- Les Religions meurtrières, Flammarion, 2006 -isbn=978-2-08-069047-0  – premiat cu Premiul Aujourd'hui,2016  (Religiile ucigașe)
- Michel Wieviorka, Élie Barnavi, Judith Bokser Liwerant, João Caraça  et al. Le Printemps du politique - Pour en finir avec le déclinisme   Paris, Robert Laffont  colecția  Le monde comme il va, 2007   isbn=978-2-221-10650-1 (Primăvara politicului - pentru a sfârși cu declinismul)
- Krzysztof Pomian, Élie Barnavi - La Révolution européenne 1945-2007, Perrin, Paris, 2007 isbn=978-2-262-02602-8. (Revoluția europeană 1945-2007)
- L’Europe frigide Editura André Versaille, Bruxelles/Paris, 2008 isbn=978-2-87495-020-9 .(Europa frigidă)
- Jean Frydman , tableaux d'une vie - pour servir à l'histoire de notre temps Seuil,2008   isbn=978-2-02-090818-4 - Jean Frydman - tablouri dintr-o viață - pentru a servi la istoria vremurilor noastre.
- Aujourd’hui, ou peut-être jamais - Pour une paix américaine au Proche-Orient, André Versaille, Bruxelles/Paris,2009 isbn=978-2-87495-062-9   [- online]. (Astăzi sau poate, niciodată - Pentru o pace americană în Orientul Apropiat
- Cinquante ans après. Culture, politique et politiques culturelles(Dupa cincizeci de ani. Cultură, politică și politici culturale). Colloque du cinquantenaire du ministère de la Culture et de la Communication des 13, 14 et  15 octobre 2009 , sub directia lui Elie Barnavi și a lui Maryvonne de Saint-Pulgent, Paris, Comité d'histoire du ministère de la Culture et des institutions culturelles , La Documentation française , ISBN|978-2-11-008292-3 .
- Dieu(x), modes d'emploi (Dumnezeu (zei), mod de întrebuințare, André Versaille  Bruxelles 2012 isbn=978-2-87495-193-0
- Dix Thèses sur la guerre Flammarion, collection "Café Voltaire" 2014 isbn=978-2-08-133308-6 (Zece teze despre război)
- Confessions d'un bon à rien (Confesiunea unui inutil) Grasset, Paris, premiat cu premiul JJ Rousseau 2022 pentru autobiografie

## Selecție de articole
- Interviu, Gulliver empêtré  (Gulliver imobilizat), în Confluences Méditerranée 2001/2 (N°37), p. 91-100. DOI 10.3917/come.037.0091
- Où en est Israël ? interviu în Le Débat vol. 2004/1 nr.128| p.4-25  DOI =10.3917/deba.128.0004 (Situația actuală a Israelului)
- Le jour où Yitzhak Rabin a été assassiné(Ziua în care a fost asasinat Itzhak Rabin), L'Histoire, 2005/11 n°|303 , p. 18-18
- La logique d'une guerre de cent ans. Le conflit israélo-arabe (Logica unui război de o sută de ani. Conflictul israelo-arab) , Le Débat 2007/2 n°144, p. 129-141.DOI 10.3917/deba.144.0129
- « De la bonne stratégie » (O strategie bună), Le Débat 2008/3  n° 150 , p. 45-51.DOI 10.3917/deba.150.0045
- « Les Américains doivent imposer un plan de paix », le Figaro, 8 juillet 2014 (Americanii trebuie să impună un plan de pace)
- Parler ou ne pas parler avec le Hamas, Opinion, i24News, 14 août 2014 (Discuții cu Hamas - da sau nu?)
- Bordure protectrice : la logique d'une moderne guerre de Cent Ans , Le Débat 2014/5  n° 182 , p. 68-77.DOI 10.3917/deba.182.0068 (O frontieră protectoare: logica unui război modern de o sută de ani)
- Jérusalem, outil à usage politique multiple, Les Cahiers de l'Orient 2018/2  N°130 , p. 15-27. DOI 10.3917/lcdlo.130.0015

(Ierusalimul, unealtă politică multifuncțională)
- Israël-Iran. Vieille idylle, acrimonieux divorce  , Revue des Deux Mondes, set. 2018. p. 40. (Israel-Iran. Veche idilă, divorț dur)